# Ione ovata
Ione ovata är en kräftdjursart som beskrevs av Sueo M. Shiino 1964. Ione ovata ingår i släktet Ione och familjen Bopyridae. Inga underarter finns listade i Catalogue of Life.